# Archaeopteryx
Archaeopteryx (do grego: ἀρχαῖος (archaios), "antigo", + πτέρυξ (pteryx), "pena" ou "asa") é um gênero fóssil de dinossauro terópode emplumado. A espécie-tipo é denominada Archaeopteryx lithographica (; e λίθος (lithos), "pedra" + γράφειν (graphein), "escrito em"). O gênero pode ser aportuguesado como arqueopterix ou arqueoptérix. Algumas vezes é referido pela palavra alemã Urvogel, que significa "primeira ave" ou "ave original". Viveu durante o período Jurássico em torno de há 150-148 milhões de anos, no que agora é do sul da Alemanha, quando a Europa era um arquipélago em um mar raso tropical quente, muito mais perto do equador do que é agora.
O primeiro espécime completo de Archaeopteryx foi anunciado em 1861, apenas dois anos após Charles Darwin publicar "A Origem das Espécies", e se tornou uma peça chave de evidência no debate sobre a evolução. Ao longo dos anos, outros nove espécimes de Archaeopteryx foram descobertos. Apesar da variação entre estes fósseis, a maioria dos especialistas considera todos os restos fósseis que foram descobertos como pertencentes a uma única espécie, embora isso ainda seja debatido. Muitos desses fósseis incluem impressões de penas, entre as mais antigas evidências diretas dessas estruturas.

## Nomenclatura

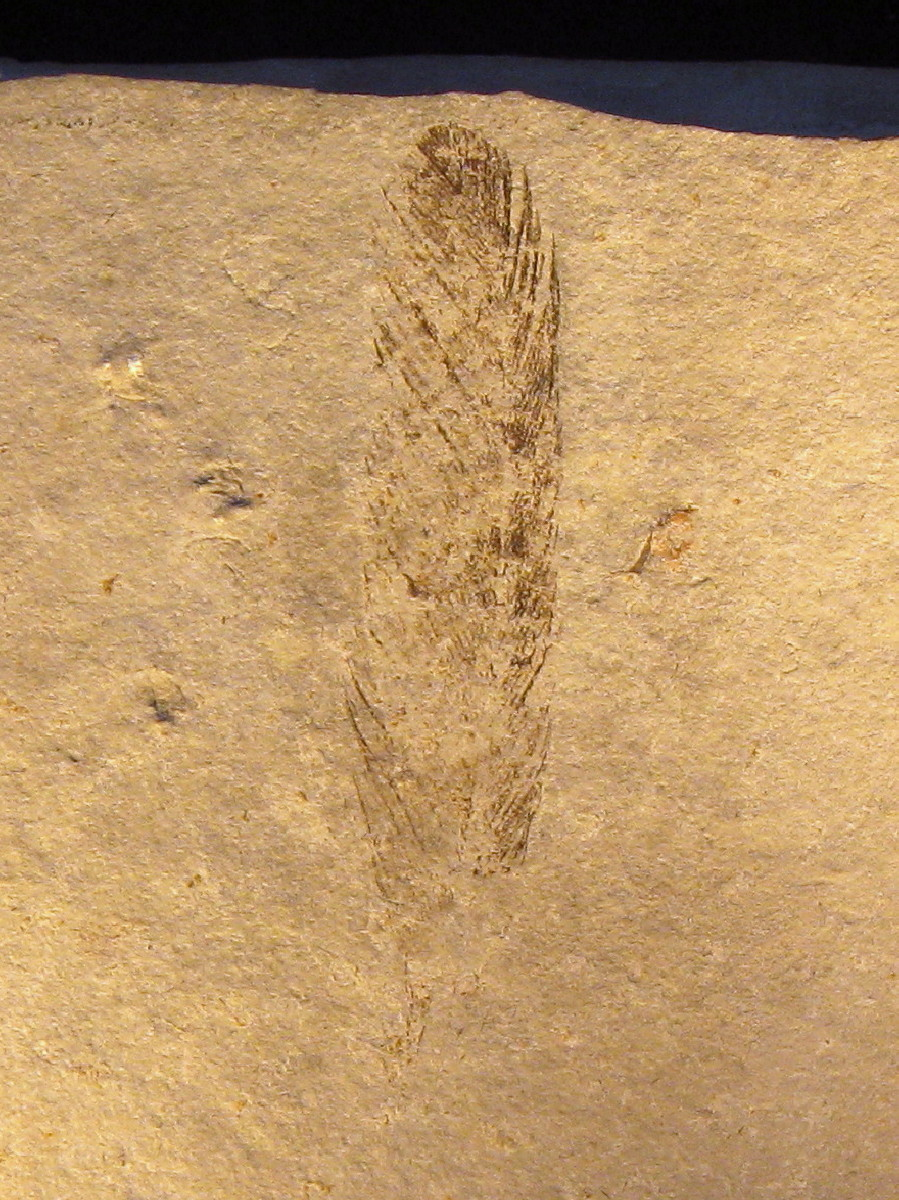
Holótipo inicial atribuído ao Archaeopteryx lithographica.

A espécie possui uma história nomenclatural complicada e disputada. Dez espécimes são conhecidos e muitos deles foram descritos como espécies distintas. Em 1861, Hermann von Meyer cunha o nome Archaeopteryx lithographica baseado em uma única pena preservada em uma placa de calcário litográfico encontrada próxima a Solnhofen. No mesmo ano, o primeiro espécime parcial foi encontrado próximo a Langenaltheim. Johann Andreas Wagner descreve o espécime apenas como Griphosaurus, sem designar um epíteto específico. O espécime é então vendido ao Museu de Londres e Henry Woodward numa nota prévia afirma que o espécime recém chegado será descrito por Richard Owen como Griphornis longicaudatus, assim como também cria o epíteto problematicus para o Griphosaurus de Wagner. Owen abandona o nome inicialmente proposto e descreve o espécime como Archeopteryx [sic] macrurus. Em 1897, Wilhelm Barnim Dames descreve um segundo espécime encontrado próximo a Eichstätt como Archaeopteryx siemensii, posteriormente em 1921, Bronislav Petronievics recombina a espécie para Archaeornis siemensii. Petronievics, no mesmo artigo, se refere ao exemplar de Londres como Archaeopteryx oweni, sem nenhuma justificativa para a criação desse novo nome.
Swinton, em 1960, propõe a supressão dos vários nomes publicados até então em favor do Archeopteryx lithographica. No ano seguinte, a Comissão Internacional de Nomenclatura Zoológica (ICZN) aceita a petição e determina a supressão dos epítetos específicos e nomes genéricos (nomina rejecta) em favor do Archaeopteryx lithographica. Em 1970, John Ostrom descobre em Harleen um espécime, originalmente descoberto em 1855 e descrito como um pterossauro em 1857 por von Meyer, e o reconhece como sendo um exemplar de Archaeopteryx. Uma nova supressão é requerida para conservar o epíteto lithographica rejeitando o crassipes. Em 1977, a supressão é aceita pela ICZN.
Em 1973, um espécime é apresentado e reconhecido como um forma juvenil de A. lithographica, entretanto, em 1984, é descrito como uma nova espécie, Archaeopteryx recurva e em 1985 recombinado para Jurapteryx recurva. Em 1987 outro espécime veio a público, sendo designado como Archaeopteryx lithographica em 1988, porém em 2001, descrito como uma nova espécie, Wellnhoferia grandis. Em 1992, mais um espécime é descoberto e descrito no ano seguinte como Archaeopteryx bavarica.

### Sinonímia e combinações
A sinonímia da espécie inclui:
- Pterodactylus crassipes Meyer, 1857
- Rhamphorhynchus crassipes (Meyer, 1857) (como Pterodactylus (Rhamphorhynchus) crassipes)
- Archaeopteryx lithographica Meyer, 1861 [nomen conservandum]
- Scaphognathus crassipes (Meyer, 1857) Wagner, 1861
- Archaeopterix lithographica Anon., 1861 [lapsus]
- Griphosaurus problematicus Wagner, 1862 [nomen oblitum 1961 pela ICZN Opinion 607]
- Griphornis longicaudatus Woodward, 1862 [nomen oblitum 1961 pela ICZN Opinion 607]
- Griphosaurus longicaudatum (Woodward, 1862) [lapsus]
- Griphosaurus longicaudatus (Owen, 1862) [nomen oblitum 1961 pela ICZN Opinion 607]
- Archaeopteryx macrura Owen, 1862 [nomen oblitum 1961 pela ICZN Opinion 607]
- Archaeopterix macrura Owen, 1862 [lapsus]
- Archaeopterix macrurus Egerton, 1862 [lapsus]
- Archeopteryx macrurus Owen, 1863 [unjustified emendation]
- Archaeopteryx macroura Vogt, 1879 [lapsus]
- Archaeopteryx siemensii Dames, 1897
- Archaeopteryx siemensi Dames, 1897 [lapsus]
- Archaeornis siemensii (Dames, 1897) Petronievics, 1917
- Archaeopteryx oweni Petronievics, 1917 [nomen oblitum 1961 pela ICZN Opinion 607]
- Gryphornis longicaudatus Lambrecht, 1933 [lapsus]
- Gryphosaurus problematicus Lambrecht, 1933 [lapsus]
- Archaeopteryx macrourus Owen, 1862 fide Lambrecht, 1933 [lapsus]
- Archaeornis siemensi (Dames, 1897) fide Lambrecht, 1933? [lapsus]
- Archeopteryx macrura Ostrom, 1970 [lapsus]
- Archaeopteryx crassipes (Meyer, 1857) Ostrom, 1972 [suprimido em favor de A. lithographica 1977 pela ICZN Opinion 1070]
- Archaeopterix lithographica di Gregorio, 1984 [lapsus]
- Archaeopteryx recurva Howgate, 1984
- Jurapteryx recurva (Howgate, 1984) Howgate, 1985
- Archaeopteryx bavarica Wellnhofer, 1993
- Wellnhoferia grandis Elżanowski, 2001

Os últimos quatro táxons podem ser considerados como gêneros e/ou espécies válidos.

## Taxonomia

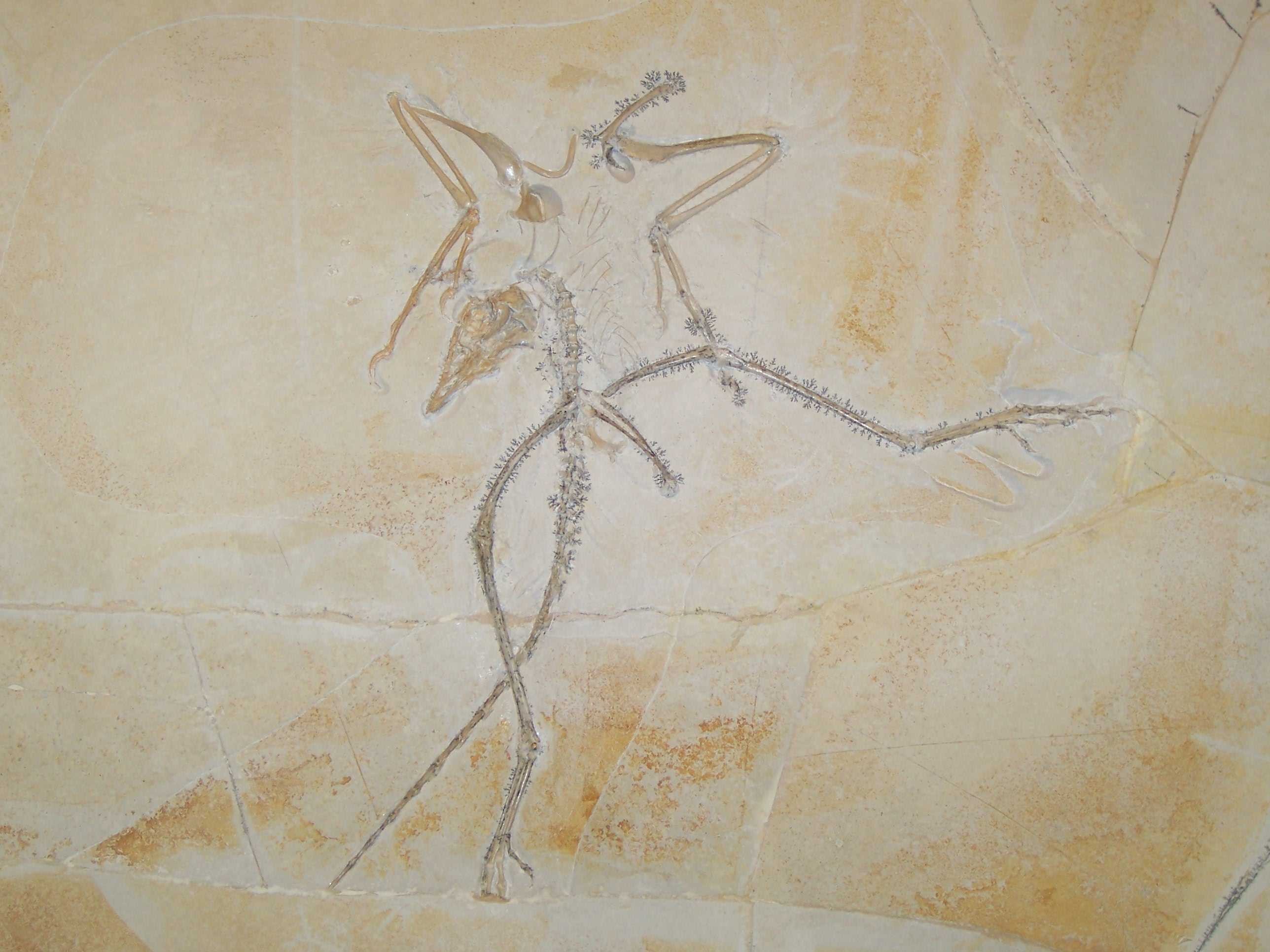
Fóssil de um archeopteryx

### Posição filogenética
A paleontologia moderna tem consistentemente posicionado o Archaeopteryx como a ave mais primitiva, mas não como um ancestral direto das aves modernas, mas um parente próximo aos ancestrais. Lowe (1935) e Thulborn (1984) questionaram o Archaeopteryx como a primeira ave verdadeira, e sugeriram que se tratava de um dinossauro que não era mais relacionado com as aves do que qualquer outro grupo de dinossauros. Kurzanov (1987) sugeriu que o Avimimus era o ancestral mais provável de todas as aves que o Archaeopteryx. Barsbold (1983) e Zweers e Van den Berge (1997) notaram que muitas linhagens de Maniraptora eram extremamente parecidos com aves, e sugeriram que diferentes grupos de aves podem ter descendido de diferentes ancestrais dinossauros. A descoberta do Xiaotingia em 2011 levou a novas análises filogenéticas que acharam o Archaeopteryx como um Deinonychosauria ao invés de um Avialae, e sendo assim não sendo uma ave, sob a definição mais comum.

## Descoberta
Dez espécimes com variados graus de preservação e uma pena geralmente atribuída a mesma espécie são conhecidos. Todos os restos fósseis foram encontrados em depósitos calcários do Jurássico Superior próximos as cidades de Solnhofen, Eichstätt e Langenaltheim, na Baviera.
A descoberta inicial, uma única pena, foi encontrada em 1860 ou 1861 nas pedreiras calcárias de Solnhofen e foi descrita por Christian Erich Hermann von Meyer em 1861. Uma das partes da impressão calcária se encontra no Museu Humboldt für Naturkunde em Berlim, e a outra metade no Museu Paleontológico de Munique. A pena, geralmente atribuída ao Archaeopteryx, foi o holótipo inicialmente proposto para a espécie. Há algumas indicações de que a pena não seja de fato do mesmo animal devido a diferenças na morfologia e preservação quando comparada com os demais exemplares, podendo pertencer a outra espécie ainda não conhecida.
O primeiro esqueleto, conhecido como o espécime de Londres (BMNH 37.001), foi descoberto em 1861 próximo a Langenaltheim, e pertencia inicialmente ao médico do distrito de Pappenheim, Karl Friedrich Häberlein. O exemplar foi então vendido por 700 libras para o Museu de História Natural de Londres, onde permanece. O esqueleto apresenta impressões nítidas de penas nas asas e cauda, entretanto, o crânio está ausente.

## Paleoecologia

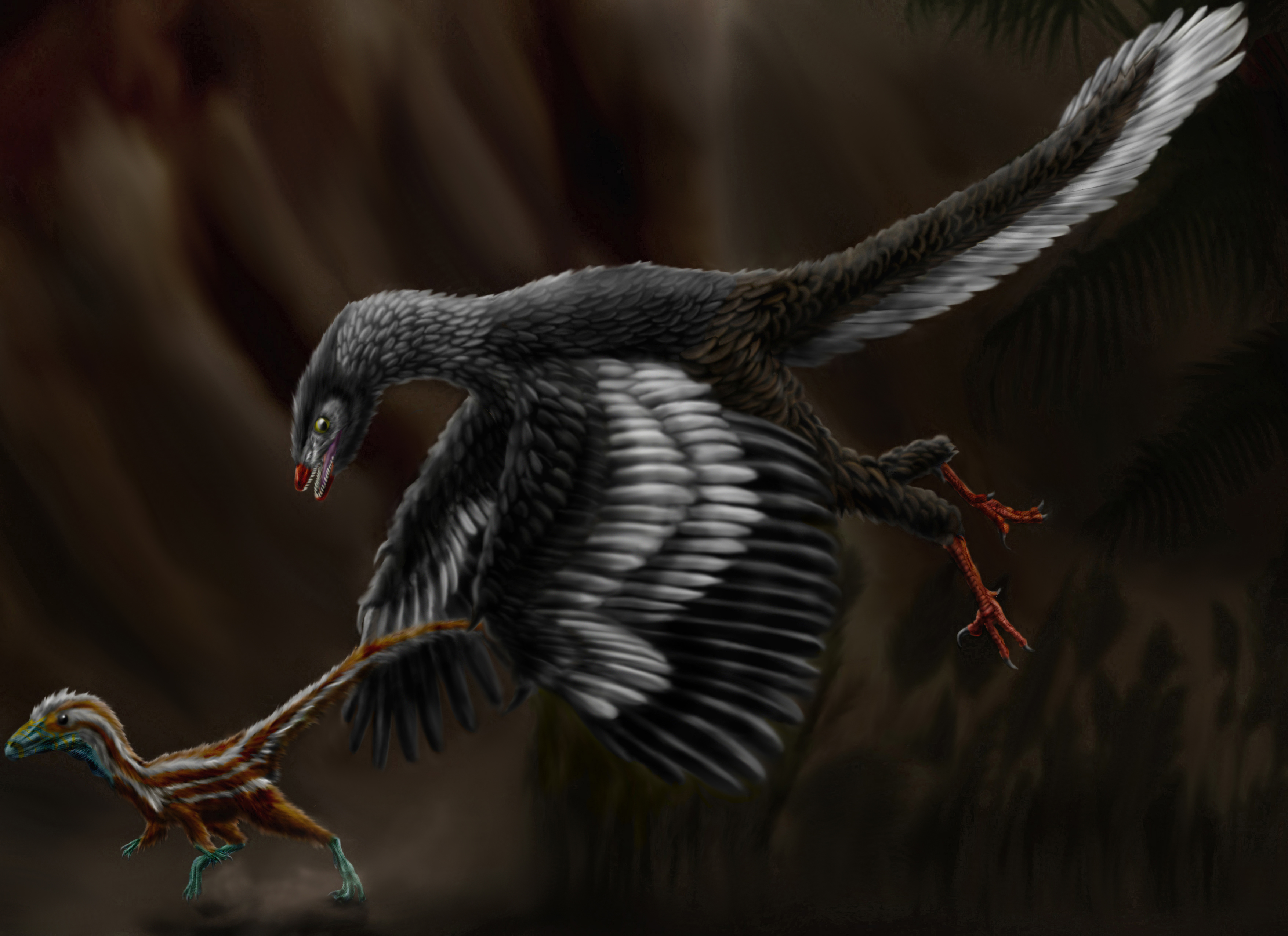
Restauração de um Archaeopteryx caçando um jovem Compsognathus

Os calcários litográficos são depósitos de carbonatos formados no período Jurássico Superior do final do Kimmeridgiano ao Tithoniano. Esse tipo de calcário pode ser encontrado em três formações geológicas, na formação Rögling do Kimmeridgiano Superior, e nas formações Solnhofen e Mörnsheim, ambas do Tithoniano Inferior. Os calcários litográficos de Solnhofen situam-se no estado alemão da Baviera, entre as cidades de Nuremberg e Munique. A denominação "fóssil de Solnhofen" indica qualquer espécime proveniente dos calcários do Jurássico Superior do sul da Baviera, podendo ser de afloramentos diferentes e ter idade geológica ligeiramente diferente. Os espécimes de Archaeopteryx foram descobertos principalmente na formação Solnhofen, com apenas um espécime proveniente da formação Mörnsheim. A longa extração de calcário na formação Solnhofen gerou uma coleção de fósseis bem conservados da flora e da fauna marinha e continental rica em diversidade.
A área de Solnhofen compreendia diversas bacias sob um mar raso, limitada ao norte pelos Maciços de Londres-Brabante e da Renânia e a leste pelo Maciço da Boêmia, e ao sul e sudoeste possuíam uma barreira de recifes que as separavam do mar de Tétis. As distâncias dessas massas de terra das bacias de Solnhofen não são conhecidas precisamente, mas não podiam ser muito distantes para receber carcaças de répteis e insetos. Alguns autores consideram que a formação Solnhofen representa um arquipélago jurássico que incluía pequenas ilhas costeiras, no entanto, não há vestígios geológicos ou evidências diretas para qualquer ilha.
A região estava posicionada entre as latitudes 25º e 30º N, uma região subtropical e semi-árida com uma longa estação seca e pouca chuva. As condições paleoclimáticas são inferidas a partir de diversas evidências. As formações possuem o calcário como substrato principal, e esse tipo de carbonato é predominante de águas quentes ricas em organismos formadores de conchas calcárias. Outra evidência é falta de sedimentos terrestres característicos de rios, sugerindo a ausência de corpos de água fluindo na lagoa e um baixo índice pluviométrico. Fósseis de plantas encontrados no local demonstraram uma adaptação a condições áridas, como espessamento da cutícula e caule suculento para armazenar água.
Mais de 600 espécies fósseis preservadas nos calcários laminados demonstram uma variedade de diferentes ecossistemas, entre eles, mar aberto, recife de corais, lagoas e habitat terrestre. A flora terrestre é representada por folhas, pinhas, cascas, sementes e galhos dos grupos Pinophyta, Ginkgophyta, Pteridospermatophyta e Bennettitales. A fauna terrestre é representada por insetos, pterossauros e pelo Archaeopteryx, que constituem os principais componentes terrestres. Diversos insetos representando doze ordens e mais de cinquenta gêneros são registrados. Os pterossauros constituem o mais importante aspecto faunístico de Solnhofen, sendo representados por sete gêneros. Outras espécies terrestres como lagartos, tartarugas e dinossauros são raros nessa formação. Além do Archaeopteryx, apenas dois outros dinossauros foram encontrados em Solnhofen, o Compsognathus longipes e o Juravenator starcki. Entre a fauna marinha, peixes, cefalópodes, crustáceos e crinoideos planctônicos são os mais abundantes.
Hipóteses paleoecológicas para a região baseadas nas espécies vegetais encontradas demonstravam uma vegetação arbustiva não excedendo os 3 metros de altura. O material denominado de Brachyphyllum indicava que a planta era uma conífera xerófita tendo o caule suculento e não suportando uma altura superior a três metros. A descoberta de outro membro da família Cheirolepidiaceae no Texas demonstrou que estas espécies podiam formar um tronco que suportavam uma altura de até 20 metros. Outros achados de Solnhofen indicam que bosques de coníferas eram a vegetação dominante nas áreas ao redor da lagoa e que o clima podiam ser bem mais úmido do que se pensava, e as adaptações das plantas serem causadas, não por um ambiente seco, mas sim devido ao estresse hídrico.
A preservação excelente dos fósseis de Archaeopteryx e de outros organismos terrestres encontrados em Solnhofen indica que eles não viajaram muito antes de se preservarem. Os espécimes de Archaeopteryx encontrados provavelmente viveram nas ilhas baixas ao redor da lagoa Solnhofen ao invés de serem corpos que foram trazidos de longe. Os esqueletos de Archaeopteryx são consideravelmente menos numerosos nos depósitos de Solnhofen do que os de pterossauros, dos quais sete gêneros foram encontrados. Os pterossauros, como o Rhamphorhynchus e o Pterodactylus, ocupavam o nicho ecológico das aves marinhas modernas e possivelmente viviam em grandes bandos. Essa relativa escassez de Archaeopteryx pode ser interpretada como ele sendo menos comum e social que os pterossauros ou que viviam mais ao norte. Devido a baixa capacidade de voo acreditava-se que é pouco provável que os espécimes encontrados são vagantes das ilhas maiores localizadas a 50 km mais ao norte. Mas os dados de três espécimes de Archaeopteryx estabeleceram que os ossos da asa foram moldados para o vôo ativo incidental, mas não para o estilo avançado de voar dominado por pássaros modernos.
A ausência ou escassez de grandes árvores nas ilha demonstra um ponto contrário as reconstruções do Archaeopteryx escalando árvores. Poucos troncos foram encontrados nos sedimentos e polens de grandes árvores parecem estar ausentes da área. O estilo de vida do Archaeopteryx é difícil de reconstruir e existem várias teorias a respeito dele. Alguns pesquisadores sugerem que foi fundamentalmente adaptada à vida terrestre, enquanto outros pesquisadores sugerem que foi principalmente arbóreo. A ausência de árvores não exclui um estilo de vida árboreo; várias espécies de aves existentes vivem exclusivamente em arbustos baixos. Vários aspectos da morfologia do Archaeopteryx apontam para uma existência arbórea ou terrestre, como o comprimento de suas pernas, e o alongamento de seus pés; e algumas autoridades consideram provável que tenha sido um generalista capaz de se alimentar tanto em arbustos, campo aberto e até mesmo nas margens da lagoa. É mais provável que tenha caçado pequenas presas, prendendo-as nas suas mandíbulas se fossem pequenas o suficiente ou com suas garras se fossem um pouco maiores.

## Controvérsias
O Doutor Alan Feduccia escreveu um artigo  demonstrando que os dedos dos pássaros são muito diferentes dos dedos dos dinossauros. Feduccia demonstrou em um artigo seu que os dedos dos dinossauros possuem o padrão 123, ou seja, o polegar e os outros dois dedos próximos. Já os pássaros possuem o padrão 2,3,4 tendo o polegar elevado. Esta é uma grande dificuldade já que demonstra um sério problema para que uma espécie seja descendente da outra. O artigo dele é de abril de 1999 e Feduccia pertence ao Departamento de Biologia, University of North Carolina, Chapel Hill, NC. Allan Feduccia ainda disse em seu livro: The Origin and Evolution of Birds, Yale University Press, 1999, p. 81 – “Most recent workers who have studied various anatomical features of Archaeopteryx have found the creature to be much more birdlike than previously imagined," e ainda "the resemblance of Archaeopteryx to theropod dinosaurs has been grossly overestimated.” Ou seja, trabalhos recentes demonstraram que, ao se estudarem várias características anatômicas do Archaeopteryx, que esta criatura seria muito mais semelhante a um pássaro do que antes se imaginava. E ainda que a semelhança entre o Archaeopteryx e os dinossauros terópodes havia sido grosseiramente superestimada.
Esta ideia dos dígitos 2,3 e 4 é baseada na ideia de que o digito 4 é o primeiro a se formar no desenvolvimento embrionário, mas existem varias exceções, em certas salamandras o dedo 2 é o primeiro a se desenvolver e no Tyrannosaurus apenas os dedos 1 e 2 estão presentes, mostrando a deficiência da regra. Por isto para muitos paleontólogos estão convencidos que os dedos das aves são de fato o 1, 2 e 3.